# Edgar Ætheling

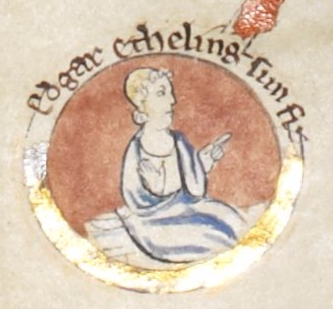
Edgar Ætheling (Darstellung aus dem 13. Jahrhundert)

Edgar Ætheling (* um 1051; † um 1125) war angelsächsischer Thronanwärter aus dem Haus Wessex zu Zeiten der normannischen Eroberung Englands.

## Herkunft
Edgar war der Sohn des Eduard Ætheling. Dessen Vater, Edgars Großvater Edmund II. Eisenseite war während des Jahres 1016 kurzzeitig angelsächsischer König von England. Nach dem Tod Edmunds II. und dem dänischen Interregnum hatte Edmunds Halbbruder Eduard der Bekenner den englischen Thron inne. Dieser starb im Januar 1066 kinderlos. Edgars Vater Eduard Ætheling war bereits 1057 gestorben. Aus dem Recht seines Vaters und Großvaters hatte Edgar Anspruch auf den Thron.

## Kampf um die Vorherrschaft, Exil und Widerstand gegen die Normannen
Edgar galt allerdings als zu jung, um den bevorstehenden Invasionen Haralds III. von Norwegen und
Wilhelms II. von der Normandie (Wilhelm der Eroberer) zu begegnen, welche ebenfalls den englischen Thron beanspruchten. Daher wurde Eduards des Bekenners Schwager Harold Godwinson vom Witan zum König gewählt. Harold fiel im Oktober 1066 im Kampf gegen die Normannen in der Schlacht bei Hastings, woraufhin Edgar vom Witan zum König gewählt wurde. Edgar war nicht in der Lage, die normannische Invasion aufzuhalten, und unterwarf sich Wilhelm spätestens im Dezember 1066.
1069 versuchte er mit dänischer Unterstützung bei York den Kampf gegen Wilhelm wieder aufzunehmen, unterlag aber und floh nach Schottland, wo seine Schwester Margarete im gleichen Jahr König Malcolm III. von Schottland geheiratet hatte. Nach Wilhelms Tod 1087 unterstützte er im Streit um dessen Nachfolge Wilhelms ersten Sohn Herzog Robert II. von der Normandie gegen den zweiten Sohn Wilhelm II. von England und musste 1091 erneut nach Schottland fliehen. In Schottland half er seinem Neffen Edgar dabei, die Könige Donald III. und Edmund 1097 zu stürzen und die schottische Königskrone zu erlangen.

## Erster Kreuzzug und letzte Jahre
1098 befand sich Edgar im Exil in Konstantinopel. Womöglich diente er dort in der Warägergarde des byzantinischen Kaisers Alexios I., die zu jener Zeit zu großen Teilen aus im Exil befindlichen angelsächsischen Huscarls bestand. In jenem Jahr gab ihm Kaiser Alexios I. eine Flotte, mit der er Nachschub, insbesondere Baumaterial und Pläne für Belagerungsmaschinen zu den Kreuzfahrern des Ersten Kreuzzugs brachte, die gerade Antiochia belagerten. Er erreichte mit der Flotte am 4. März 1098 den Hafen St. Symeon. Anschließend nahm er die zuvor von flämischen Kreuzfahrern eroberte Stadt Latakia für den byzantinischen Kaiser in Besitz und ließ dort eine kleine Garnison zurück. Über seine weitere Teilnahme am Kreuzzug gibt es keine Berichte.
Zurück in Europa kämpfte er 1106 auf Seiten des Herzogs Robert II. von der Normandie in der Schlacht bei Tinchebray gegen König Heinrich I. von England und wurde gefangen genommen. Daraufhin söhnte er sich mit Heinrich I. aus und erhielt ein Landgut im Hertfordshire, wo er sich zur Ruhe setzte. Die Tochter seiner Schwester Margarete, Edith von Schottland, hatte bereits 1100 König Heinrich I. geheiratet und vereinigte so in ihren Nachkommen die angelsächsische mit der normannischen Linie.
Edgar Ætheling starb 1125 oder wenig später.